# Anne Kuhm
Anne Kuhm est une gymnaste française, née le 17 décembre 1996 à Haguenau.
Six fois championne de France Elite, elle a participé aux Jeux olympiques de Londres 2012, ainsi qu'aux Jeux olympiques de Rio en 2016 en tant que remplaçante. Elle a également été la première gymnaste française à concourir au sein du Championnat Universitaire américain (NCAA) avec l'équipe d'Arizona State University de 2017 à 2019.

## Biographie

### Ses débuts
Anne Kuhm commence la gymnastique en 2002, à l'âge de 6 ans, à Brumath avec comme entraîneur Aude Haushalter, puis avec Marie-Laure Bernier qui prend le relais en 2004. En 2006, à 10 ans, elle intègre le centre de formation de l'Union Haguenau où elle est entraînée par Jany et Frank Kistler. En 2008, à 12 ans, elle quitte ses parents pour rejoindre le Pôle espoir de Dijon, sous les conseils de Dominique Aubry, Jian Fu Ma et Hong Wang, et devient membre de l'équipe de France en 2009.

### Sa carrière en juniors

#### 2010
En 2010, Anne Kuhm n'a que 13 ans lorsqu'elle participe aux Championnats d'Europe Junior à Birmingham où elle termine 4e par équipe et 6ème en individuelle. Quelques mois plus tard, elle est sacrée vice-championne de France Juniors à Albertville. Remarquée par ses performances, en juillet 2010, Anne Kuhm intègre l'INSEP à Paris. Ses nouveaux entraîneurs sont Eric et Monique Hagard, ainsi que Éric et Cécile Demay.
En décembre 2010, Anne Kuhm remporte les coupes nationales Juniors à la Madelaine. 

#### 2011
En février, Anne Kuhm part en stage aux États-Unis dans le célèbre centre des champions au Texas. À l'issue de ce stage, elle participe à la Woga Classic et termine 7e Juniors et prend l'or par équipe.  
En mai, Anne Kuhm est sacré Championne de France Junior et vice-championne de France aux barres asymétriques. Elle remporte également le championnat de 2e divisions nationale avec son équipe de l'Union Haguenau.  
En juillet, elle part représenter la France aux Jeux olympiques de la jeunesse européenne en Turquie. Elle termine 5e par équipe, 6e du concours général, 4e aux barres asymétriques et 4e à la poutre.
En novembre, Anne Kuhm remporte la médaille d'argent par équipe au Massilia Elite Gym. Un mois plus tard, elle gagne les coupes nationales à Bourges et se qualifie pour le Test Event de Londres.

### Sa carrière en seniors

#### 2012
En janvier, Anne Kuhm participe au Test Event de Londres en 2012 et contribue à la qualification de l'équipe de France de gymnastique pour les Jeux olympiques de Londres la même année. 
En mars, Anne participe à la Coupe du monde de Cottbus et termine 5e au sol. 
En mai, elle participe aux championnats d'Europe Senior à Bruxelles et termine 5e par équipe.
En juin à Nantes, elle est sacrée Championne de France Seniors au concours général, à la poutre et au saut de cheval mais aussi vice-championne de France au sol et aux barres asymétriques. Elle se qualifie ainsi pour représenter la France aux Jeux olympiques de Londres 2012.
Anne est ainsi la plus jeune athlète de la délégation française à participer aux JO de Londres. Elle a 15 ans et demi lors de sa participation. 
Aux Jeux olympiques de Londres 2012, avec un score de 54,098 points, Anne Kuhm est première remplaçante pour le concours général et termine 11e par équipes.

#### 2013
Anne Kuhm change de club et rejoint l'Elan Gymnique Rouennais. Quelques mois plus tard elle participe aux internationaux de France de Gymnastique à la poutre. Championne de France en titre en 2012 mais blessée au coude Anne est contrainte de déclarer forfait pour le championnat de France 2013. 
Après une saison blessée, Anne Kuhm quitte l'INSEP pour intégrer en août  le pôle France Saint-Étienne. Anne Kuhm fait son retour à la compétition lors du Massilia à Marseille en novembre où elle se classe 4e en équipe. Quelques jours après elle remporte les coupes nationales avec 55.000 points. 

#### 2014
Anne Kuhm se blesse à la clavicule en début d'année, elle participera tout de même aux championnats de France où elle décrochera une médaille d'or au sol et par équipe.Cependant en raison de sa blessure elle devra déclarer forfait pour les championnats d'Europe. 
En juin, Anne Kuhm obtient son BAC ES avec mention Bien et intègre l'université de Paris-Dauphine. Afin de concilier ses études et sa carrière, Anne Kuhm réintègre l'INSEP.

### 2015
Après de nombreuses blessures, Anne effectue sur les praticables. Elle devient championne de France universitaire, elle termine également 6e au championnat de France Elites. Par la suite elle participe au tournoi international de Jesolo en Italie où elle termine 4e par équipe et 7e au sol. Durant cette année 2015, Anne Kuhm va également participer au Flanders International Challenge en Belgique où la France se classe 4e puis à la 1re édition des Jeux Européen de Bakou. La France se classera 4e par équipe et Anne Kuhm termine 10e en poutre. Anne participe également au Championnat du Monde à Glasgow en 2015 où l'équipe de France termine à la 11ème place.
2016
Anne Kuhm participe une nouvelle fois au Test Event, cette fois-ci à Rio de Janeiro et contribue une nouvelle fois à la qualification de la France pour les JO de Rio en 2016. Elle devient également quintuple championne de France universitaire la même année. Après de nombreuses compétitions internationales en 2016, et une 3ème place lors du Championnat de France qualificatif pour les JO, Anne est nommée remplaçante de l'équipe qui partira à Rio. Elle participe à toutes les compétitions de préparation et part à Rio avec Zachari Hrimeche, le remplaçant GAM. Anne participe donc à ses 2ème JO à l'âge de 19 ans. 

### 2018-2019
Fin 2017, Anne met un terme à sa carrière de sportive de haut-niveau en France.  
Elle part étudier aux États-Unis et est la 1ère gymnaste française à concourir en NCAA, le championnat universitaire américain. Elle intègre ainsi université d'État de l'Arizona (Sun Devils).  
Lors de ces deux années outre atlantique, elle obtient de nombreux prix sportifs et académiques, dont le prestigieux "PAC-12 Scholar-Athlete of the Year" en 2019, qui récompense la meilleure gymnaste de la conférence du PAC-12 sur le plan universitaire et sportif. Elle obtient également le "Google Cloud Academic All-American", et est nommé pour le prix de "NCAA 2019 Woman of the Year". Après avoir validé un bachelor, elle arrête définitivement sa carrière sportive en 2019.

## Palmarès

### Jeux olympiques
- Londres 2012
  - 11e au concours par équipes
- Rio 2016
  - 1ère remplaçante de l'équipe de France de Gymnastique

### Championnats d'Europe
- Birmingham 2010,Juniors
  - 4eau concours par équipes
  - 6e au concours général

- Bruxelles 2012
  - 5e au concours par équipes

### Coupe du monde
- Cottbus 2012
  - 5e au sol.
  - 9e à la poutre

### Jeux européens
- Bakou 2015
  - 4e par équipe
  - 10e en poutre

### Autres compétitions internationales

#### Tournois internationale Espoirs
- Arques 2009 
  -  médaille d'or aux barres asymétriques

#### Tournois internationale Suisse/France/Allemagne - Juniors
- 2010
  -  médaille d'or par équipe
  -  médaille d'argent au concours général

#### WOGA Classic
- Dallas 2011
  -  médaille d'argent par équipe
  - 2e au concours général Juniors

#### Jeux olympiques de la jeunesse européenne
- Trabzon 2011
  - 5e par équipes
  - 6e du concours général
  - 4e à la poutre
  - 4e aux barres asymétriques

#### Massilia Elite Gym
- 2010, Juniors
  -  médaille d'argent par équipe
  -  médaille de bronze aux barres asymétriques
  - 4e au concours général

- 2011, Seniors
  -  médaille d'argent par équipe
  - 7e au concours général
- 2013, Seniors
  - 4e par équipe
  - 8e au concours général

#### France/Roumanie
- Cholet 2012
  -  médaille de bronze au concours général

#### Test Event
- Londres 2012
  -  médaille de bronze au concours par équipe[10]

#### Flanders International Challenge
- - 2015
  - 4e par équipe

### Compétitions nationales

#### Championnats de France
- 2007 (Avenir)
  - 2e au concours général

- Valencienne 2008 (Espoirs) 
  - 9e au concours général

- Eaubonne 2008  (Intercomités)
  -  3e par équipes

- Albertville 2010 (Juniors)
  -  médaille d’argent au concours general
  -  médaille de bronze à la poutre
  - 4e au saut de cheval
  - 4e aux barres asymétriques

- Toulouse 2011 (Juniors)
  -  médaille d'or au concours général
  -  médaille d'or par équipe en DN2
  -  médaille d'argent aux barres asymétriques
  - 4e à la poutre

- Nantes 2012 (Seniors)
  -  médaille d'or par équipe
  -  médaille d'or au concours général
  -  médaille d'or au saut de cheval
  -  médaille d'or à la poutre
  -  médaille d'argent au sol
  -  médaille d'argent aux barres asymétriques

- Agen 2014 (Seniors)
  -  médaille d'or par équipe
  -  médaille d'or au sol
- Rouen 2015 (Seniors)
  - 8e par équipe
  - 6e du concours général
  - 5e en poutre
  - 6e au sol

#### Coupes nationales
- La Madelaine 2010 (Juniors)
  -  médaille d'or au concours général

- Bourges 2011 (Seniors)
  -  médaille d'or au concours général

- Mouilleron-le-Captif 2013 (Seniors)
  -  médaille d'or au concours général ex-æquo avec Louise Vanhille